# Дикий огонь
«Ди́кий ого́нь» (англ. Wildfire) — американский телесериал режиссёра Брэдфорда Мея, рассказывающий о жизни Крис Фурилло, которая в подростковом возрасте попала в исправительную колонию, и отбыв наказание, получила возможность начать всё с чистого листа.

## Сюжет
В сериале рассказывается история трудного подростка Крис Фурилло, которая после пребывания в исправительном центре для подростков получает возможность начать новую жизнь. Её талант находить подход к лошадям замечен Пабло, который находит для Крис работу на семейном ранчо, где работает сам.
Приехав на новое место, Крис обнаруживает, что попала не только в совершенно новую для себя обстановку, где всему приходится учиться заново, но и то, что её появление сыграло большую роль в жизни ранчо и её обитателей.

## В ролях
| Актёр            | Роль                                  |
| ---------------- | ------------------------------------- |
| Женевьев Кортезе | Кристин «Крис» Фурилло-Дэвис          |
| Николь Тубиола   | Даниэль «Дэни» Дэвис                  |
| Нана Визитор     | Джин Риттер                           |
| Грег Серано      | Пабло Бетарт                          |
| Мика Алберти     | Мэттью "Мэтт" Риттер                  |
| Эндрю Хэфт       | Тодд Риттер                           |
| Райан Сайпек     | Кеннет "Джуниор" Уолтер Дэвис-младший |
| Деннис Уивер     | Генри Риттер                          |

## Съемочная группа
- Режиссёры: Брэдфорд Мей, Фрэнк Перл, Шон Пиллер
- Сценаристы: Майкл Пиллер, Кристофер Тиг, Джордан Хоули
- Оператор: Фрэнк Перл

## Эпизоды
Lionsgate Home Entertainment выпустила все четыре сезона на DVD для региона 1.
| Сезоны | Сезоны | Эпизоды | Оригинальная дата премьеры | Оригинальная дата премьеры |
| Сезоны | Сезоны | Эпизоды | Премьера сезона            | Финал сезона               |
| ------ | ------ | ------- | -------------------------- | -------------------------- |
|        | 1      | 13      | 20 июня 2005               | 12 сентября 2005           |
|        | 2      | 13      | 2 января 2006              | 10 апреля 2006             |
|        | 3      | 13      | 1 января 2007              | 26 марта 2007              |
|        | 4      | 13      | 21 января 2008             | 26 мая 2008                |

### Сезон 1 (2005)
| № общий | № в сезоне | Название                                        | Режиссёр       | Автор сценария                            | Дата премьеры    |
| ------- | ---------- | ----------------------------------------------- | -------------- | ----------------------------------------- | ---------------- |
| 1       | 1          | «Pilot» «Пилотная серия»                        | Стив Майнер    | Майкл Пиллер, Кристофер Тиг и Шон Пиллер  | 20 июня 2005     |
| 2       | 2          | «The Rescue» «Спасение»                         | Стив Майнер    | Майкл Пиллер, Кристофер Тиг и Шон Пиллер  | 20 июня 2005     |
| 3       | 3          | «Trust» «Доверие»                               | Неизвестно     | Майкл Пиллер, Шон Пиллер и Марджори Дэвид | 27 июня 2005     |
| 4       | 4          | «Mothers» «Матери»                              | Неизвестно     | Майкл Пиллер и Кристофер Тиг              | 11 июля 2005     |
| 5       | 5          | «Guilty» «Виновный»                             | Ник Марк       | Джордан Хоули                             | 18 июля 2005     |
| 6       | 6          | «The Claiming Race» «Скачки с продажей лошадей» | Неизвестно     | Стефани Риппс                             | 25 июля 2005     |
| 7       | 7          | «Lost And Found» «Потерять и найти»             | Неизвестно     | Марджори Дэвид                            | 1 августа 2005   |
| 8       | 8          | «The Track» «Путь»                              | Неизвестно     | Джордан Хоули                             | 8 августа 2005   |
| 9       | 9          | «The Party» «Вечеринка»                         | Мэгги Гринволд | Майкл Пиллер и Кристофер Тиг              | 15 августа 2005  |
| 10      | 10         | «Identity» «Личность»                           | Неизвестно     | Стефани Риппс                             | 22 августа 2005  |
| 11      | 11         | «Tina Sharp» «Тина Шарп»                        | Неизвестно     | Джордан Хоули                             | 29 августа 2005  |
| 12      | 12         | «Impressions» «Впечатления»                     | Неизвестно     | Майкл Пиллер и Кристофер Тиг              | 5 сентября 2005  |
| 13      | 13         | «Loyalty» «Верность»                            | Джон Беринг    | Марджори Дэвид и Стефани Риппс            | 12 сентября 2005 |

### Сезон 2 (2006)
| № общий | № в сезоне | Название                                                                 | Режиссёр     | Автор сценария                             | Дата премьеры   |
| ------- | ---------- | ------------------------------------------------------------------------ | ------------ | ------------------------------------------ | --------------- |
| 14      | 1          | «Try It Without the Porsche» «Попробуй без Порше»                        | Роб Томпсон  | Марджори Дэвид                             | 2 января 2006   |
| 15      | 2          | «Opportunity Knocks» «Шанс стучится в дверь»                             | Неизвестно   | Стефани Риппс                              | 9 января 2006   |
| 16      | 3          | «A Good Convict Is Hard To Find» «Сложно встретить хорошего преступника» | Роб Томпсон  | Джордан Хоули                              | 16 января 2006  |
| 17      | 4          | «Dangerous Liaisons» «Опасные связи»                                     | Брэдфорд Мэй | Лорен Сеган и Кристина Линч                | 23 января 2006  |
| 18      | 5          | «Family Matters» «Дела семейные»                                         | Фрэнк Перл   | Сэнди Исаак                                | 30 января 2006  |
| 19      | 6          | «Nothing Takes the Past Away Like the Future» «Будущее против прошлого»  | Брэдфорд Мэй | Уинстон Гизеке                             | 6 февраля 2006  |
| 20      | 7          | «Taking Off» «Начинаем»                                                  | Холли Дэйл   | Джордан Хоули                              | 27 февраля 2006 |
| 21      | 8          | «Fear» «Страх»                                                           | Брэдфорд Мэй | Стефани Риппс                              | 6 марта 2006    |
| 22      | 9          | «Break Down» «Разрыв»                                                    | Шон Пиллер   | Сэнди Исаак                                | 13 марта 2006   |
| 23      | 10         | «51/49» «51 к 49»                                                        | Брэдфорд Мэй | Лорен Сеган и Кристина Линч                | 20 марта 2006   |
| 24      | 11         | «Who Are You?» «Кто ты?»                                                 | Холли Дэйл   | Уинстон Гизеке                             | 27 марта 2006   |
| 25      | 12         | «For Love Or Money?» «Во имя любви или денег?»                           | Дуглас Шварц | Лорен Сеган, Кристина Линч и Стефани Риппс | 3 апреля 2006   |
| 26      | 13         | «Close Shave» «Опасная ситуация»                                         | Неизвестно   | Марджори Дэвид                             | 10 апреля 2006  |

### Сезон 3 (2007)
| № общий | № в сезоне | Название                                                    | Режиссёр     | Автор сценария               | Дата премьеры   |
| ------- | ---------- | ----------------------------------------------------------- | ------------ | ---------------------------- | --------------- |
| 27      | 1          | «Fairy Tale Ending» «Финал волшебной сказки»                | Брэдфорд Мэй | Лорен Сеган и Кристина Линч  | 1 января 2007   |
| 28      | 2          | «The Feud» «Вражда»                                         | Фрэнк Перл   | Джордан Хоули                | 8 января 2007   |
| 29      | 3          | «Moving On» «Движение вперед»                               | Брэдфорд Мэй | Линда МакГибни               | 15 января 2007  |
| 30      | 4          | «Close To Home» «Близко к дому»                             | Брэдфорд Мэй | Майкл Пиллер и Кристофер Тиг | 22 января 2007  |
| 31      | 5          | «Love Vs. Work» «Чувства соперничают с работой»             | Элли Каннер  | Джонатан Абрахамс            | 29 января 2007  |
| 32      | 6          | «Kiss Kiss» «Поцелуй, поцелуй»                              | Неизвестно   | Майкл Пиллер и Кристофер Тиг | 5 февраля 2007  |
| 33      | 7          | «Push Me/Pull You» «Тяни-толкай»                            | Брэдфорд Мэй | Майкл Пиллер и Кристофер Тиг | 12 февраля 2007 |
| 34      | 8          | «The Good-Bye» «Прощание»                                   | Фрэнк Перл   | Джордан Хоули                | 19 февраля 2007 |
| 35      | 9          | «Heartless» «Безжалостный»                                  | Брэдфорд Мэй | Линда МакГибни               | 26 февраля 2007 |
| 36      | 10         | «Diplomacy» «Дипломатия»                                    | Неизвестно   | Джонатан Абрахамс            | 5 марта 2007    |
| 37      | 11         | «You Can't Count On Me» «Ты не можешь на меня рассчитывать» | Брэдфорд Мэй | Энди Ризер                   | 12 марта 2007   |
| 38      | 12         | «Picking Sides» «Выбирая сторону»                           | Фрэнк Перл   | Майкл Пиллер и Кристофер Тиг | 19 марта 2007   |
| 39      | 13         | «So Long Pardner» «До встречи, друг»                        | Брэдфорд Мэй | Майкл Пиллер и Кристофер Тиг | 26 марта 2007   |

### Сезон 4 (2008)
| № общий | № в сезоне | Название                                                 | Режиссёр       | Автор сценария               | Дата премьеры                 |
| ------- | ---------- | -------------------------------------------------------- | -------------- | ---------------------------- | ----------------------------- |
| 4041    | 12         | «The More Things Change» «Многое изменилось»             | Брэдфорд Мэй   | Майкл Пиллер и Кристофер Тиг | 21 января 2008 28 января 2008 |
| 42      | 3          | «Calm» «Спокойствие»                                     | Шон Пиллер     | Линда МакГибни               | 4 февраля 2008                |
| 43      | 4          | «Flames» «Языки пламени»                                 | Элли Каннер    | Джонатан Абрахамс            | 11 февраля 2008               |
| 44      | 5          | «The Friend» «Друг»                                      | Брэдфорд Мэй   | Джордан Хоули                | 18 февраля 2008               |
| 45      | 6          | «Friendship/Passion» «Дружба/страсть»                    | Фрэнк Перл     | Майкл Пиллер и Кристофер Тиг | 25 февраля 2008               |
| 46      | 7          | «Commitment Issues» «Страх перед серьёзными отношениями» | Неизвестно     | Майкл Пиллер и Кристофер Тиг | 3 марта 2008                  |
| 47      | 8          | «Life's Too Short» «Жизнь слишком коротка»               | Фрэнк Перл     | Линда МакГибни               | 10 марта 2008                 |
| 48      | 9          | «Vows» «Обещания»                                        | Брэдфорд Мэй   | Джонатан Абрахамс            | 28 апреля 2008                |
| 49      | 10         | «The Comeback» «Возвращение»                             | Джеймс Рид     | Джордан Хоули                | 5 мая 2008                    |
| 50      | 11         | «Being Mrs. Junior» «Стать миссис Джуниор»               | Дэвид В. Хагар | Стефани Риппс                | 12 мая 2008                   |
| 5152    | 1213       | «The Ties That Bind» «Нерушимые узы»                     | Брэдфорд Мэй   | Майкл Пиллер и Кристофер Тиг | 19 мая 2008 26 мая 2008       |